# Republicanos Unidos
Republicanos Unidos (RU) es un partido político de Argentina, fundado el 9 de noviembre de 2020, estando entre sus principales referentes al diputado nacional Ricardo López Murphy. Cuenta con personería jurídica definitiva en la Ciudad Autónoma de Buenos Aires, Provincia de Córdoba, en la Provincia de Tierra del Fuego y en la Provincia de Buenos Aires, además de contar con la provisoria en Corrientes y el Chaco.
Es integrante de Juntos por el Cambio en las provincias de  Córdoba, Mendoza y Chaco. En la provincia de Buenos Aires Republicanos Unidos participó de una alianza electoral con Juntos por el Cambio para las elecciones generales de 2023, mientras que en Tierra del Fuego forma parte del frente La Libertad Avanza.
Participó por primera vez en las elecciones legislativas de 2021, apoyando en Provincia de Buenos Aires la candidatura a diputado nacional de José Luis Espert.

## Historia
La conformación oficial de Republicanos Unidos se dio el 16 de diciembre de 2020, con la fusión de 4 agrupaciones políticas ya existentes; Recrear, Unidos, Mejorar, y una facción del Partido Libertario conducida por Agustín Spaccesi. Aunque solo dos de esas agrupaciones contaban con personería jurídica oficial: En Tierra del fuego se hizo un cambio de nombre del Partido Libertario que ya se había establecido en la provincia con anterioridad. En cambio en CABA se usó el trámite de registro del partido Mejorar, el cual estaba muy avanzado en la justicia. En Córdoba se logra la integración del Partido Liberal Republicano, logrando establecerse Republicanos Unidos en ese distrito. 
Si bien, la primera participación de Republicanos Unidos en una elección ocurre en 2021, se da una situación particular. Al formarse el partido ya contaba con un diputado nacional que si bien se encuentra formando el bloque de Juntos por el Cambio está afiliado a Republicanos Unidos. Con la renuncia de Elisa Carrió (de la Coalición Cívica ARI dentro de Juntos por el Cambio y elegida diputada de la Ciudad de Buenos Aires por la alianza Vamos Juntos en 2017) a su banca en la Cámara de Diputados, su sucesor en la lista, José Luis Patiño (que había adherido a Mejorar durante el siguiente año), prestó juramento para ocupar su cargo el 21 de marzo de 2020, convirtiéndose en la primera representación parlamentaria de la formación. Luego de un conflicto legal por la aplicación de la Ley de Paridad de Género en Ámbitos de Representación Política de 2017, que hubiera establecido que quien reemplazara a Carrió debía ser la siguiente mujer en la lista, finalmente la Cámara Nacional Electoral confirmó a Patiño como el sucesor constitucional. Por cuestiones técnicas legales del congreso (es reemplazante de otro legislador) no pudo desmarcarse de la coalición opositora a nivel nacional y Patiño integra el bloque del PRO dentro del interbloque de Juntos por el Cambio porque al entrar al congreso como reemplazo de otro legislador fue imposibilitado de crear un bloque distinto.
El 13 de julio de 2021, luego de haber reunido las 4000 afiliaciones necesarias para establecerse como un partido legal, lograron que la justicia les otorgara el reconocimiento legal en la Ciudad de Buenos Aires.
En 2021, la estructura presentó su filial en la Provincia del Chaco, siendo su líder el dirigente Iván Gyöker. En 2023, Republicanos Unidos anunció su incorporación a la alianza Juntos por el Cambio, con miras al desarrollo de las elecciones provinciales del Distrito Chaco, apoyando la candidatura a Gobernador de Leandro Zdero y ubicando a Gyöker como primer candidato a Diputado Provincial. Este acuerdo permitió a Republicanos Unidos asegurarse una banca de representatividad en la Cámara de Diputados de la Provincia del Chaco, quedando Iván Gyöker consagrado como legislador para el período 2023-2027.

## Símbolos institucionales

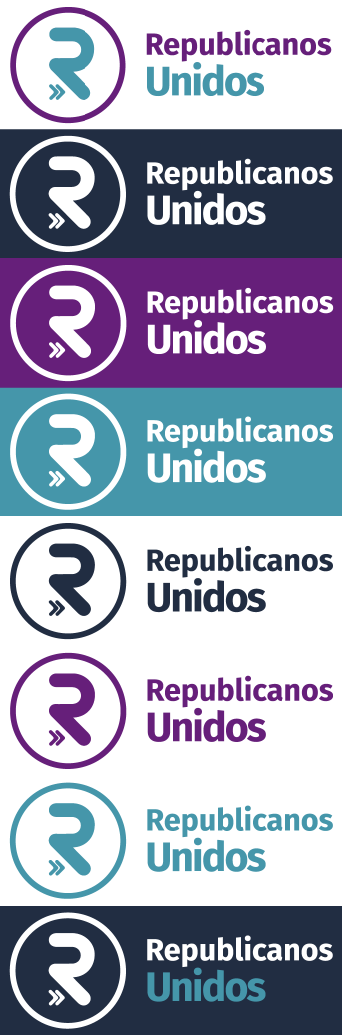
Distinas versiones de la marca gráfica de Republicanos Unidos

### Marca Gráfica
El primer logotipo (imagotipo) fue construido en 2020 con base en una fusión de elementos existentes en las imágenes marcarias de las agrupaciones que se unieron para conformar el partido político. Una especie de garabato conforma una letra U inclinada y parte del trazo de una letra R, esas dos son las iniciales del nombre del partido. Dos pequeñas flechas apuntando hacia la derecha indican la posición política del partido y la idea país, hacia la derecha. Estos elementos están incluidos dentro de un círculo. A la diestra de este símbolo se encuentra la leyenda "Republicanos" por encima, y "Unidos" debajo.
Los colores del imagotipo varían principalmente en plataformas digitales. También existen versiones a una sola tinta.

### Colores

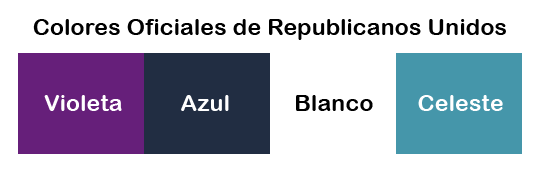
Colores oficiales de Republicanos Unidos

Los colores institucionales del partido son; el violeta, el azul, el blanco y el celeste. Estos son los colores utilizados institucionalmente desde el año 2021, cuando el partido participó en las elecciones legislativas del año 2021 en la Ciudad de Buenos Aires. El equipo de marketing partidario que trabajó en esa campaña simplificó los colores del logotipo para mejorar la calidad gráfica del mismo, y esta nueva paleta de colores comenzó a utilizarse a nivel nacional una vez finalizadas las elecciones reemplazando al anterior (en las provincias donde el partido ya existe legalmente, y también en los distritos donde está en formación).
El primer logo tenía 5 colores (blanco, celeste, naranja, violeta y un color fucsia/magenta). El color  naranja y el fucsia/magenta fueron eliminados y se añadió el color azul. El logotipo actual, violeta, blanco, azul y celeste, es utilizado entonces a nivel nacional desde el año 2021 quedando como fijo hasta el momento.

## Distritos
| Distritos              | Distritos    | Presidente                                           | Coalición distrital   | Personeria jurídica | Afiliados | Ref           |
| ---------------------- | ------------ | ---------------------------------------------------- | --------------------- | ------------------- | --------- | ------------- |
| Buenos Aires           | RU PBA       | Sebastián "Vasco" Pascual                            | La Libertad Avanza    | Definitiva          | 4772      | [ 31 ] [ 32 ] |
| Ciudad de Buenos Aires | RU CABA      | Pablo Donati 2024-2026 Jorge San Martino 2022 -2024. | Buenos Aires Primero  | Definitiva          | 4663      | [ 33 ]        |
| Chaco                  | RU CHA       | Iván Gyöker                                          | Juntos por el Cambio  | Provisoria          | —         | [ 34 ]        |
| Córdoba                | RU CBA       | Martin Carranza Torres                               | Juntos por el Cambio  | Definitiva          | 9850      | [ 35 ]        |
| Corrientes             | RU CRT       | Desconocido                                          | Sin coalición         | Provisoria          | —         | [ 36 ]        |
| Mendoza                | RU MZA       | Desconocido                                          | Frente Cambia Mendoza | Provisoria          | —         | [ 37 ]        |
| Tierra del Fuego       | RU TdF       | Ricardo Forgione Tibaudin                            | La Libertad Avanza    | Definitiva          | 5700      |               |
| Total (2022)           | Total (2022) |                                                      |                       |                     | 24985     |               |

## Historia Electoral

### Elecciones 2021
En la Ciudad de Buenos Aires Ricardo López Murphy había  anunciado su precandidatura a diputado nacional a través de un spot, anunciando además que competiría dentro de las PASO de Juntos por el Cambio y buscando construir un gran frente de oposición al kirchnerismo. Finalmente el economista compitió en la "interna" bajo una lista denominada Republicanos y fue acompañado por Sandra Pitta, Gustavo Lazzari, María Eugenia Talerico y Franco Rinaldi. Roberto García Moritán, Marina Kienast y Yamil Santoro completaron la boleta porteña como legisladores. Al economista Roberto Cachanosky también se le ofreció el tercer lugar pero cuando Patricia Bullrich bajo su candidatura decidieron dar marcha atrás. Finalmente, en las elecciones PASO, la lista "Republicanos" encabezada por López Murphy obtuvo el 23,26 % dentro de la coalición, detrás de la lista ganadora encabezada por María Eugenia Vidal y por delante de la encabezada por Adolfo Rubinstein. De acuerdo con los resultados y la regla interna de Juntos por el Cambio en la ciudad, López Murphy integró la lista que compitió en las elecciones generales de noviembre en el cuarto lugar siendo electo Diputado Nacional. Mientras que en CABA fueron electos García Moritan y Marina Kienast para la legislatura.
En la Provincia de Buenos Aires, Republicanos Unidos conformó la alianza Avanza Libertad apoyando la candidatura a diputado nacional de José Luis Espert. Algunos representantes del partido formaron parte de la lista de diputados nacionales y también otros de las listas de legisladores provinciales pero ninguno de ellos logró obtener una banca. El resultado si fue positivo para el partido en el ámbito municipal ya que logró 4 bancas de concejales. En Vicente López Contanza Darchez, en Bahía Blanca Marín Barrionuevo y en General Villegas Juan Bilotta y Analía Balaudo, logrando así las primeras representaciones oficiales del partido para el mandato 2021/2025.
En cuanto a Tierra del Fuego, el partido se presentó sin alianza. Logró el 6,73% de los votos en esa provincia.

### Elecciones 2023
Republicanos Unidos tomó estrategias eclécticas dependiendo del contexto de cada una de las provincias donde obtuvo capacidad de sello. En la provincia de Buenos Aires el partido decidió tener una alianza con Juntos Por El Cambio, apoyando a Patricia Bullrich y presentando candidatos en las elecciones PASO y Generales a nivel local y en las elecciones de orden provincial. Mientras que Republicanos Unidos de la Ciudad de Buenos Aires decidió presentarse a elecciones PASO pero bajo su candidatura en favor de la propuesta de Jorge Macri. Más adelante Republicanos Unidos CABA conformaría gobierno tras la elección de Jorge Macri como jefe de Gobierno. En el marco de ese acuerdo, Roberto García Moritán fue designado ministro de Desarrollo Económico en CABA siendo remplazado en la legislatura por Yamil Santoro y también fue electo Pablo Alejandro Donati. No obstante, García Moritán renunciaría a su cargo menos de un año después en medio de denuncias por supuestas irregularidades en el manejo del ministerio.
En otro orden, el partido tiene múltiples sellos en trámite o definitivos y fueron claves en la victoria opositora en las elecciones generales de varias provincias. Tras los resultados de las elecciones generales. Miembros y autoridades del partido decidieron apoyar en su conjunto a la lista de La Libertad Avanza y su fiscalización en todo el territorio nacional. En apoyo a Javier Milei. Actual presidente electo tras derrotar a su rival de Unión por la Patria, Sergio Massa por la presidencia de la República Argentina.
Republicanos Tierra del Fuego, por su parte, decidió tomar partido desde un inicio de la campaña electoral por La Libertad Avanza como partido representante del liberalismo libertario en Tierra del Fuego acompañando la boleta de Javier Milei. Consiguió obtener una banca en diputados nacionales siendo electo Santiago Pauli como diputado nacional. 
En la Provincia de Buenos Aires el partido participó oficialmente de la alianza Juntos por el Cambio apoyando a Patricia Bullrich como presidente y en cuanto al orden municipal Republicanos Unidos logró obtener bancas en concejos deliberantes municipales, que son los poderes legislativos de los municipios. Una banca la obtuvo en el municipio de Rauch, siendo Andrés Almandoz electo y también en el municipio de Pehuajó donde fue electo Nicolás Vescovo.
En algunos municipios de la Provincia de Buenos Aires, grupos de afiliados prefirieron no participar en la alianza de la que oficialmente el partido formaba parte, Juntos por el Cambio, y decidieron participar, a título personal, en la alianza del candidato presidencial Javier Milei, La Libertad Avanza. Estos grupos argumentaron la decisión explicando que encontraban una representación más cercana de los principios liberales en esa alianza. Es por esta situación que se explica la elección de la concejal Noelia Oxley en el Municipio de San Miguel representando a La Libertad Avanza. En mayo del año 2024, Noelia Oxley mediante un comunicado hace manifiesto su alejamiento de Republicanos Unidos y su afiliación a La Libertad Avanza. Este comunicado coincide con los momentos en que se anuncia que La Libertad Avanza será oficialmente un partido político y ya no solo una alianza electoral.

## Cuadros de resultados electorales

### Elecciones de orden nacional
| Año  | Votos            | Votos   | %     | Escaños obtenidos | Escaños obtenidos | Nota                                                         |
| Año  | Votos            | Votos   | %     | Diputados         | Senadores         | Nota                                                         |
| ---- | ---------------- | ------- | ----- | ----------------- | ----------------- | ------------------------------------------------------------ |
| 2021 | CABA             | 867.044 | 47,09 | 1/257             | No se eligió      | Juntos por el Cambio en CABA Sin alianza en Tierra del Fuego |
| 2021 | Tierra del Fuego | 6.403   | 6,73  | 1/257             | No se eligió      | Juntos por el Cambio en CABA Sin alianza en Tierra del Fuego |
| 2023 | Tierra del Fuego | 30.534  | 30,46 | 1/257             | No se eligió      | Alianza con LLA a nivel provincial                           |

### Elecciones de orden provincial
| 2021 | CABA             | General |                         |                         |                       |                       |                       | 891.983   | 46,83 | 2/30 | 2 | Juntos por el Cambio |
|      |                  |         |                         |                         |                       |                       |                       |           |       |      |   |                      |
| 2023 | CABA             | General | No presentó candidato   | No presentó candidato   | No presentó candidato | No presentó candidato | No presentó candidato | -         | -     | 0/30 | - | Sin Alianza          |
| 2023 | Tierra del Fuego | General | Andrea Almirón de Pauli | Sebastián Galdeano      | 7.656                 | 7,48                  | No Electa             | 5.964     | 5,95  | 2/15 | 2 | Apoyo externo de LLA |
| 2023 | Buenos Aires     | General | Néstor Grindetti (PRO)  | Miguel Fernández (UCR)  | 2.563.582             | 26.61                 | No Electo             | 1.390.250 | 28,98 |      |   | Juntos por el Cambio |
| 2023 | Chaco            | General | Leandro Zdero (UCR)     | Silvana Schneider (UCR) | 316.524               | 46.20                 | Electo                | 301.660   | 44.96 | 1/16 | 1 | Juntos por el Cambio |

## Afiliados en funciones en el estado

### Cámara de Diputados de la Nación Argentina
| Diputado                      | Provincia              | Alianza política | Alianza política     | Órgano legislativo  | Bloque/Interbloque                    | Mandato    | Mandato    |
| Diputado                      | Provincia              | Alianza política | Alianza política     | Órgano legislativo  | Bloque/Interbloque                    | Inicio     | Fin        |
| Ricardo Hipólito López Murphy | Ciudad de Buenos Aires |                  | Juntos por el Cambio | Cámara de Diputados | Republicanos Unidos/Encuentro Federal | 10/12/2021 | 10/12/2025 |

### Legislaturas provinciales
| Provincia              | Alianza política               | Alianza política     | Órgano legislativo | Bloque              | Legislador             | Legislador          | Mandato    | Mandato    |
| Provincia              | Alianza política               | Alianza política     | Órgano legislativo | Bloque              | Legislador             | Legislador          | Inicio     | Fin        |
| ---------------------- | ------------------------------ | -------------------- | ------------------ | ------------------- | ---------------------- | ------------------- | ---------- | ---------- |
| Ciudad de Buenos Aires |                                | Juntos por el Cambio | Legislatura        | Republicanos Unidos |                        | Yamil Santoro       | 30/11/2023 | 10/12/2025 |
| Ciudad de Buenos Aires | Compromiso Liberal Republicano | Juntos por el Cambio | Legislatura        |                     | Pablo Alejandro Donati | 10/12/2023          | 10/12/2027 |            |
| Chaco                  |                                | Juntos por el Cambio | Diputados          | Republicanos Unidos |                        | Iván Nicolás Gyöker | 30/11/2023 | 10/12/2027 |

- Roberto García Moritán electo en 2021 ocupo su banca hasta el 30 de noviembre de 2023 tras asumir como Ministro de Desarrollo Económico de CABA, lo remplaza Yamil Santoro hasta 2025.

- Marina Kienast 2021-2025, se pasó a La Libertad Avanza en 2024.

### Concejales en la Provincia de Buenos Aires
| Concejales afiliados a Republicanos Unidos | Concejales afiliados a Republicanos Unidos | Concejales afiliados a Republicanos Unidos | Concejales afiliados a Republicanos Unidos | Concejales afiliados a Republicanos Unidos | Municipio        | Comentarios                                                          |
| Concejal                                   | Alianza electoral que representa           | Alianza electoral que representa           | Inicio                                     | Final                                      | Municipio        |                                                                      |
| ------------------------------------------ | ------------------------------------------ | ------------------------------------------ | ------------------------------------------ | ------------------------------------------ | ---------------- | -------------------------------------------------------------------- |
| Martin Barrionuevo                         |                                            | Avanza Libertad                            | 2021                                       | 2025                                       | Bahía Blanca     |                                                                      |
| Constanza Darchez                          |                                            | Avanza Libertad                            | 2021                                       | 2025                                       | Vicente López    |                                                                      |
| Juan Agustín Bilotta                       |                                            | Avanza Libertad                            | 2021                                       | 2025                                       | General Villegas |                                                                      |
| Analia Balaudo                             |                                            | Avanza Libertad                            | 2021                                       | 2025                                       | General Villegas |                                                                      |
| Andrés Almandoz                            |                                            | Juntos por el Cambio                       | 2023                                       | 2027                                       | Rauch            |                                                                      |
| Nicolás Vescovo                            |                                            | Juntos por el Cambio                       | 2023                                       | 2027                                       | Pehuajó          |                                                                      |
| Noelia Oxley                               |                                            | La Libertad Avanza *                       | 2023                                       | 2027                                       | San Miguel       | Se desafilió de RU en mayo del 2024 y se afilió a La Libertad Avanza |

- Si bien oficialmente el partido decidió en el año 2023 conformar la alianza electoral Juntos por el Cambio apoyando la candidatura presidencial de Patricia Bullrich, algunos grupos de afiliados a Republicanos Unidos en algunos municipios de la provincia decidieron, a título personal, apoyar y militar por la alianza La Libertad Avanza apoyando la candidatura de Javier Milei. De esta forma, Noelia Oxley logró la banca como concejal representando a La Libertad Avanza en el municipio de San Miguel. En el mes de mayo del año 2024, Noelia Oxley anuncia su alejamiento de Republicanos Unidos para afiliarse a La Libertad Avanza. Dicho anuncio coincide con la noticia de que La Libertad Avanza dejará de ser solo una alianza electoral de partidos para convertirse oficialmente en un partido político en sí mismo.

### Consejeros escolares en la Provincia de Buenos Aires
| Consejeros escolares afiliados a Republicanos Unidos | Consejeros escolares afiliados a Republicanos Unidos | Consejeros escolares afiliados a Republicanos Unidos | Consejeros escolares afiliados a Republicanos Unidos | Consejeros escolares afiliados a Republicanos Unidos | Municipio |
| Concejero escolar                                    | Alianza electoral que representa                     | Alianza electoral que representa                     | Inicio                                               | Final                                                | Municipio |
| ---------------------------------------------------- | ---------------------------------------------------- | ---------------------------------------------------- | ---------------------------------------------------- | ---------------------------------------------------- | --------- |
| Iván Ponce Martínez                                  |                                                      | Juntos por el Cambio                                 | 2023                                                 | 2027                                                 | Morón     |